# Erica rubiginosa
Erica rubiginosa är en ljungväxtart som beskrevs av Dulfer. Erica rubiginosa ingår i släktet klockljungssläktet, och familjen ljungväxter. Utöver nominatformen finns också underarten E. r. caespitosa.